# أنطور أليف الأحجار
أنطور أليف الأحجار (الاسم العلمي:Anthurium petrophilum) هو نوع من النباتات يتبع جنس الأنطور من الفصيلة اللوفية.